# Лома Мар (Калифорнија)
Лома Мар (енгл. Loma Mar) насељено је место без административног статуса у америчкој савезној држави Калифорнија.

## Демографија
По попису из 2010. године број становника је 113.
| Група             | 2000.    | 2010.      |
| Белци             | 0 (0,0%) | 92 (81,4%) |
| Афроамериканци    | 0 (0,0%) | 2 (1,8%)   |
| Азијати           | 0 (0,0%) | 3 (2,7%)   |
| Хиспаноамериканци | 0 (0,0%) | 12 (10,6%) |
| Укупно            | 0        | 113        |